# Trasobares
Trasobares es una localidad y municipio español de la provincia de Zaragoza perteneciente a la comarca del Aranda, Aragón. Se encuentra en el valle del río Isuela, a unos 90 km de Zaragoza capital.

## Historia

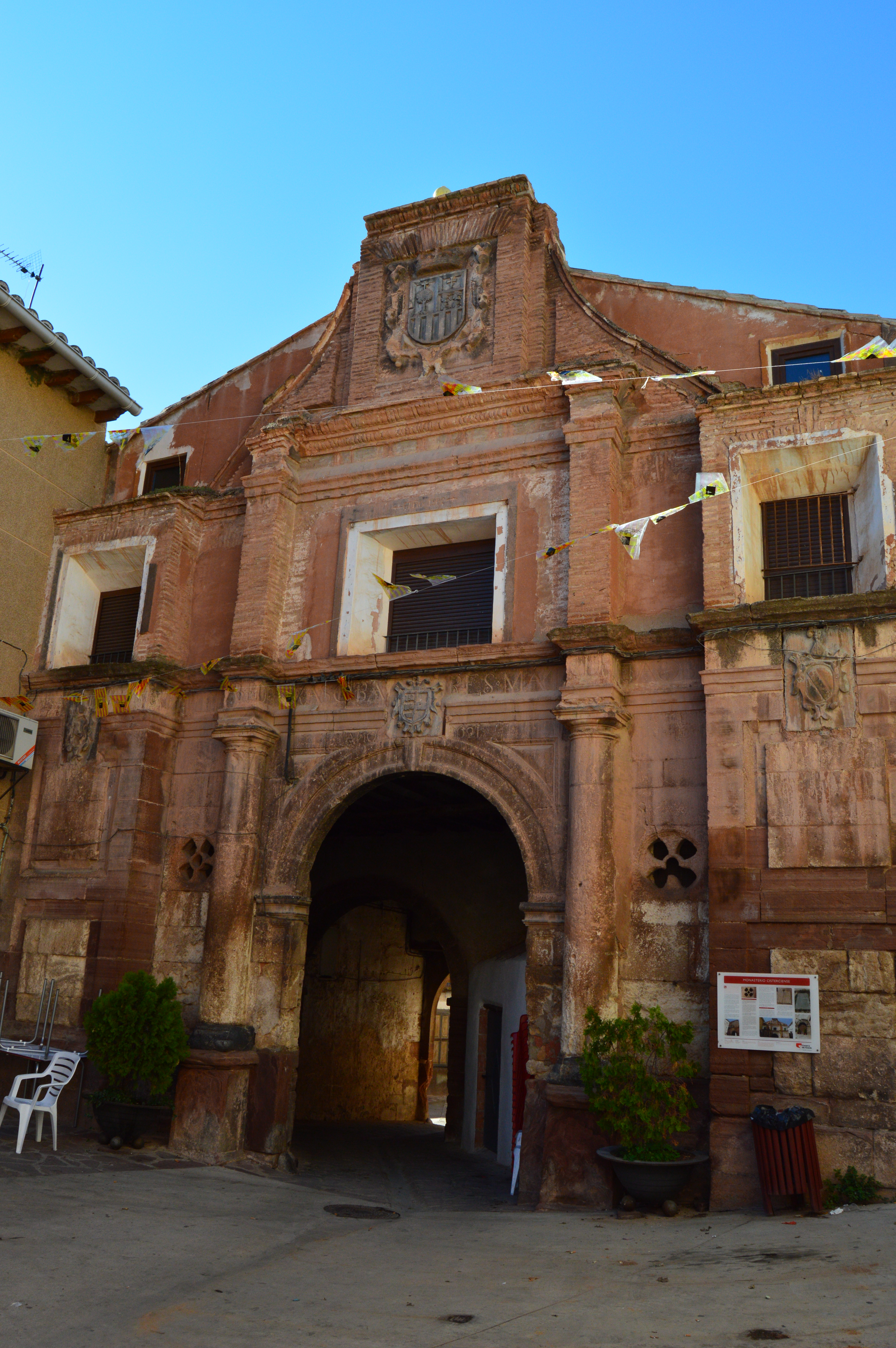
Fachada del monasterio cisterciense de Trasobares, Zaragoza.

El origen de la villa actual es medieval, y debe su existencia al monasterio de monjas cistercienses o «bernardas» fundado en dicho lugar en el siglo xii. La elección de este apartado lugar, en el somontano del Moncayo y a orillas del río Isuela, para dicha fundación se debe a la aparición de la Virgen María al mismísimo rey de Aragón, Sancho Ramírez, allá por el año 1092, en este lugar. 
Al parecer, y según la tradición, por estas fechas el rey Sancho Ramírez emprendió una peligrosa expedición desde Aragón a Castilla para entrevistarse con el rey castellano Alfonso VI. Para ello tuvo que atravesar las tierras del poderoso reino taifa de Zaragoza. De incógnito, y con solo unos criados por compañía, Sancho Ramírez emprendió el viaje por «caminos ocultos», según dice la tradición. 
Ya cerca de Castilla el rey y compañía acamparon para pasar la noche en una hondonada junto al río Isuela, lugar donde encontraron la acogida de tres leñadores cristianos y sus familias que vivían en unas cabañas en este lugar. Aquella noche, mientras el rey dormía un gran resplandor iluminó el lugar, tanto que los gallos comenzaron a cantar. Asombrados, los presentes presenciaron la aparición de la Virgen rodeada de ángeles que la veneraban. Una vez acabado el prodigio, y vuelta la oscuridad, los presentes, al acercarse al lugar donde se había producido el prodigio descubrieron una imagen de la Virgen que el rey Sancho decidió llevarse a Aragón, tras su vuelta de Castilla. Así la imagen fue trasladada al monasterio de Siresa, en el Pirineo. 
El rey Alfonso I el Batallador, hijo de Sancho Ramírez, reconquistó toda la zona de Trasobares en fechas posteriores a 1118 y, a petición de la gente que habitaba el lugar, llamado ya «Trium Obantium» o «Tres Obares» —Tres vencedores— en recuerdo de los tres leñadores que habían conservado el lugar para los cristianos, devolvió la imagen a su lugar de origen, fundándose una pequeña ermita para su veneración.
Textualmente el privilegio firmado por El Batallador dice: «volo enim ut restituatis supradictam imaginem sindicis vel procuratoribus loci Trium Obantium». La tradición ha conservado incluso el nombre de aquellos «tres vencedores»: Hernando Sánchez, García Aznar y Beltrán Gascón. Son apellidos que históricamente se encuentran en el pueblo, lo que da verosimilitud a la tradición.
Posteriormente, sobre 1168, se produjo la fundación del monasterio ya citado, alrededor del cual creció una pequeña villa. Fue una dama noble castellana, doña Toda Ramírez, tercera abadesa del monasterio navarro de Santa María de la Caridad de Tulebras, quien lo fundó tras pedir a la reina Petronila de Aragón el lugar donde se encontraba la pequeña ermita dedicada a la Virgen como sede de este nuevo monasterio para hijas de «ricos hommes» de Aragón. Previamente la animosa dama había viajado hasta París para entrevistarse con Bernardo de Claraval, fundador del Císter y futuro santo, para solicitar su permiso para esta fundación.
El privilegio de fundación lo concedió el rey Alfonso II el Casto, en 1188. Este privilegio incluía el señorío de la villa de Trasobares, a las que ya a finales del siglo xii se añadiría la donación de los términos de Aguarón y Tabuenca, lo que convirtió a sus habitantes en vasallos del monasterio. También recibió el monasterio otros privilegios, como los de pacer sus ganados en diversos lugares del reino, tal como lo hacían los ganados reales. 
La iglesia del monasterio quedó dedicada a Santa María de los Ángeles, en alusión a las circunstancias de la aparición de la Virgen a Sancho Ramírez. El monasterio, que nunca fue grande en capacidad —unas treinta monjas, más sirvientes—, quedó sujeto espiritualmente al gran monasterio cisterciense del otro lado del Moncayo, Santa María de Veruela. 
La llamada Guerra de los dos Pedros, entre Pedro IV de Aragón y Pedro I de Castilla, entre 1356 y 1369, supuso el primer quebranto importante en la vida del monasterio, al estar cerca de la frontera castellano-aragonesa. En 1357 el ejército castellano destruyó las villas de Trasobares y Calcena, teniéndose que refugiar sus habitantes en el cercano castillo de Tierga, aguas abajo del Isuela. Las monjas eligieron retirarse a Aguarón, en tierras de Cariñena, lugar más lejano y seguro, y que les pertenecía.
El Compromiso de Caspe (1412) supuso la inesperada ruina del convento. La abadesa de Trasobares, Violante de Luna, se negó a aceptar el fallo que nombraba rey de Aragón al castellano Fernando de Antequera, un Trastámara, ya que los Luna apoyaban al candidato Jaime de Urgel. En una novelesca peripecia la abadesa huyó de Trasobares, refugiándose en el castillo de Loarre junto con su primo, y, dicen, que amante, Antón de Luna, cabeza de los partidarios «urgelistas» en Aragón e instigador del asesinato del arzobispo de Zaragoza García Fernández de Heredia, partidario de Fernando de Antequera. 
Tras un riguroso asedio que duró un año, y que sobrepasó en duración y tenacidad al que el propio candidato al trono, Jaime de Urgel, llevó a cabo al castillo de Balaguer, la abadesa «guerrera» fue detenida y se dispuso su traslado al castillo de Sora, en las Cinco Villas. Pero nuevamente Violante volvió a fugarse sirviéndose de un falso salvoconducto. El Papa Benedicto XIII, otro Luna y tío de la abadesa rebelde, actuó expeditivamente, tal vez para demostrar al nuevo rey la fidelidad de su familia; excomulgó a la abadesa, que incluso había tenido un hijo con su primo, ordenó a las monjas abandonar el convento de Trasobares, trasladándolas nuevamente a Aguarón, y ordenó su demolición, a excepción de la iglesia. El castigo incluía además la prohibición de que las monjas se llevaran la imagen de la Virgen de Trasobares. Durante el derribo del convento se cuenta que se produjo el milagroso suceso de que al caer un cascote sobre la nariz del niño Jesús que sostiene la imagen de la Virgen, de ella manara sangre. Dicho suceso dicen ocurrió porque la imagen, desde siempre, no se encontraba en la iglesia del convento —que no se derribó—, sino en la sala capitular, lo que le valió a la talla el otro nombre, aparte del de «Nuestra Señora de los ángeles», que ostenta y que es más popular: «Nuestra Señora del Capítulo». 
Otro hecho prodigioso del que se da noticia sucedió durante la ausencia de las monjas. Un día los habitantes de la villa escucharon el canto de la salve en la iglesia, a la hora en que las monjas lo solían realizar. Al entrar en la iglesia, pensando que las monjas habían vuelto, se la encontraron vacía, por lo que tuvieron por cierto que habían sido los propios ángeles los que habían cantado la Salve. Hasta 1419, por medio de una bula del Papa Martín V, fueron autorizadas las monjas a regresar al monasterio, reconstruyéndolo en su totalidad excepto la iglesia.
La vida de la comunidad monástica, y de la villa, continuó apaciblemente, aunque con sobresaltos como el del 18 de enero de 1810, en plena Guerra de la Independencia, cuando una partida francesa apresó al párroco del pueblo, Manuel Sancho, saqueando el archivo parroquial y desapareciendo varios libros antiguos y dinero.
El monasterio pervivió hasta 1837, fecha en que la Desamortización de Mendizábal desalojó a las monjas - quedaban diez - del lugar y las agregó a las del monasterio de santa Lucía en Zaragoza. Sin embargo, unas pocas fueron al monasterio de Tulebras (Navarra), llevándose el rico báculo de plata que el Papa Luna (Benedicto XIII) había regalado a la abadesa Violante de Luna. Actualmente dicho báculo se encuentra en el Museo Arqueológico Nacional de Madrid. Las propiedades del convento pasaron, teóricamente, a manos particulares. Sin embargo, solo un par de edificios fueron adquiridos por estos, quedando el resto abandonado y arruinándose con el tiempo.

## Demografía
Trasobares cuenta con una población de 122 habitantes (INE 2024).
| Gráfica de evolución demográfica de Trasobares entre 1842 y 2021                                                    |
| |
| Población de derecho según los censos de población del INE Población de hecho según los censos de población del INE |

## Administración y política
| 1979-1981 1981-1983 | Ángel Ibáñez Gil Ángel Blanco Chueca | UCD |                          |      |  |  |  |  |  |
| 1979-1981 1981-1983 | Ángel Ibáñez Gil Ángel Blanco Chueca | UCD |                          |      |  |  |  |  |  |
| 1983-1987           | José María Chueca Lafuente           | PAR |                          |      |  |  |  |  |  |
| 1987-1991           | Félix Valero Chueca Chueca           | AET |                          |      |  |  |  |  |  |
| 1991-2007           | José María Gil Bueno                 | PAR |                          |      |  |  |  |  |  |
| 2007-2011           | José María Gil Bueno                 | PAR | Milagros Aznar Ibáñez    | PSOE |  |  |  |  |  |
| 2011-2015           | José María Gil Bueno                 | PAR | Milagros Aznar Ibáñez    | PSOE |  |  |  |  |  |
| 2015-2019           | José María Gil Bueno                 | PAR | José María Chueca Gascón | PSOE |  |  |  |  |  |

| Partido político    | Partido político                                   | 2003   | 2007   | 2011   | 2015   |
| Partido político    | Partido político                                   | Ediles | Ediles | Ediles | Ediles |
|                     | Partido de los Socialistas de Aragón (PSOE-Aragón) | 1      | 4      | 3      | 5      |
|                     | Partido Popular de Aragón (PP)                     | —      | 1      | —      | —      |
|                     | Chunta Aragonesista (CHA)                          | —      | —      | —      | —      |
|                     | Partido Aragonés (PAR)                             | 4      | —      | 2      | —      |
|                     | Izquierda Unida (IU)                               | —      | —      | —      | —      |
| Total de concejales | Total de concejales                                | 5      | 5      | 5      | 5      |

## Cultura

### Patrimonio

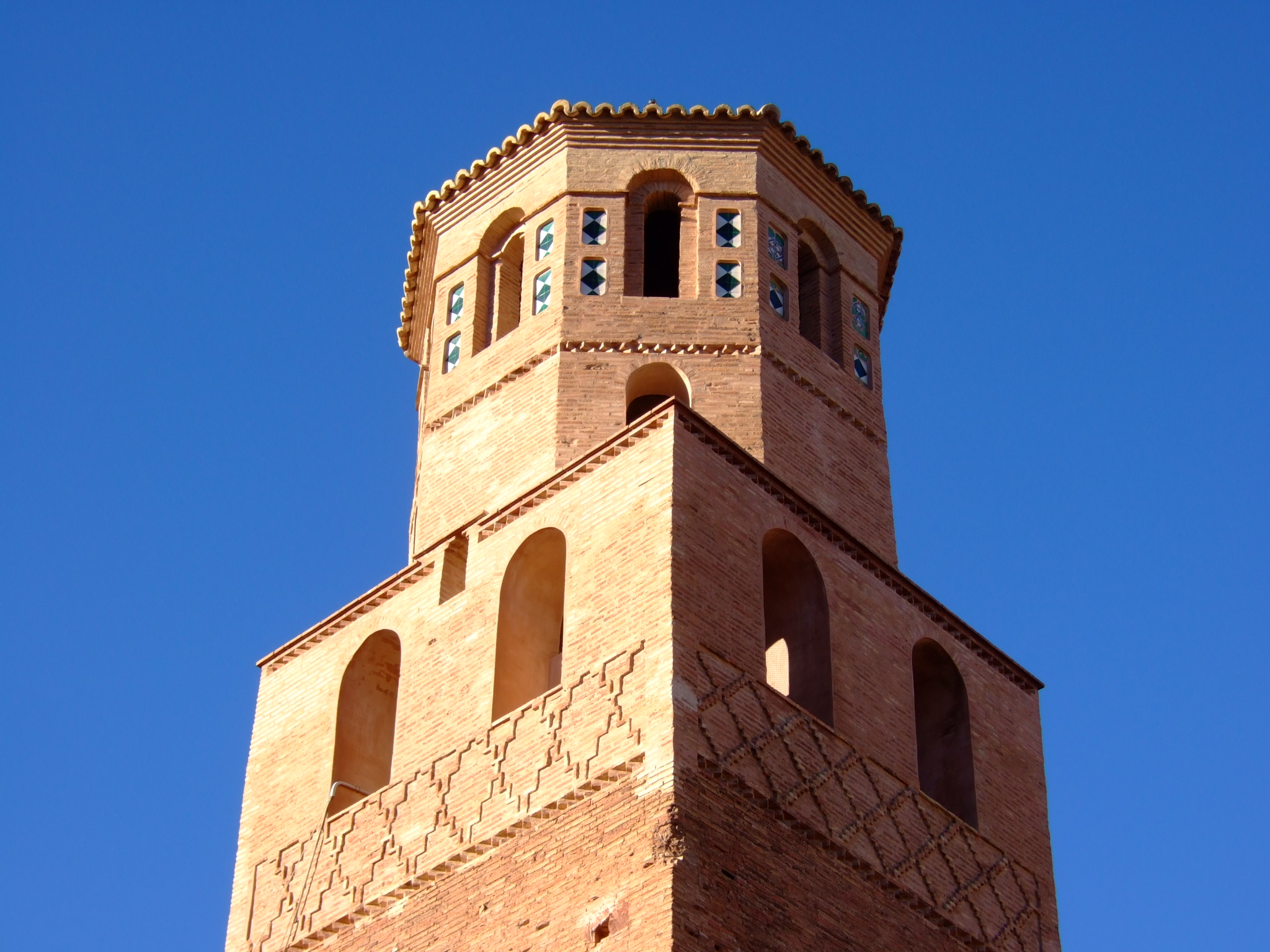
Campanario

Monasterio cisterciense —fachada renacentista de 1531—.
La actual iglesia de la villa, que es la antigua del convento, fue edificada en el siglo xvi (1563-1566), obra del arquitecto Martín de Mitezar, enviado por el arzobispo de Zaragoza Hernando de Aragón, de quién era maestro de obras. La iglesia, edificada en piedra de tapial, consta de una sola nave dividida en cuatro tramos, más el de la cabecera. La bóveda es de crucería estrellada, muy similar a la de la Lonja de Zaragoza o a la de los nuevos cruceros del monasterio de Santa María de Veruela, ambas contemporáneas. El arranque de la cubierta es un entablamento de yeso con ménsulas decoradas con querubines. Una reciente restauración ha suprimido las capillas laterales, que se mencionaban en el contrato de obras, y ha modificado el presbiterio así como el coro situado en los pies de la iglesia.
La protección del arzobispo también propició la presencia en la villa del pintor zaragozano Jerónimo Vallejo Cosida, en 1566, realizando las pinturas del retablo mayor de la iglesia, seguramente el más importante de la comarca. El arzobispo, que fue monje cisterciense en su juventud, financió íntegramente las 300 libras invertidas en su realización. Las tablas del cuerpo del retablo narran un completo ciclo mariano —Anunciación, Nacimiento, Adoración de los Magos, Resurrección, Ascensión, Pentecostés y Dormición de María—. En el ático preside la tabla con la imagen del Padre Eterno. En el banco sólo se conserva la tabla de San Bernardo y San Benito. Algunas de las tablas destacan entre lo mejor de la obra de Jerónimo Cosida. Dos calles de relieves en los laterales completan el retablo.
En el centro del cuerpo del retablo destaca la gran imagen de la Asunción, obra de 1794. Bajo esta imagen dieciochesca se encuentra, más pequeña, la imagen de «Nuestra Señora del Capítulo», patrona de la localidad. Esta imagen fue sustraída de la iglesia de la localidad la noche del 27 de marzo de 1975, Miércoles Santo, junto con un valioso crucifijo de marfil. La imagen fue localizada, años después, en el extranjero, al celebrarse la subasta de la colección particular de arte de un ciudadano belga, y aparecer la imagen de la virgen en el catálogo de dicha subasta. Tras intervenir la policía, la Virgen fue restituida felizmente a su lugar de origen en 1997, para alegría de los trasobarinos. Se trata de una talla de madera de finales del siglo xiii o principios del xiv; representa a la Virgen sentada en un sitial, en su mano derecha sostiene una manzana, representando al orbe terrestre y con la mano izquierda sostiene el hombro del Niño Jesús que se sienta en su regazo. Tiene una altura de unos 55 cm.
El retablo se cerraba con unas puertas de lienzo, hoy desaparecidas.
Otro punto de interés de la iglesia lo representa el órgano. Construido a partir de 1573 por el destacado organero francés Guillaume de Lupe, con taller en Tarazona. Fue reformado en el siglo xviii, si bien conserva muchos de sus elementos originales en su caja y cañutería. Se encuentra situado a los pies de la iglesia.
En los pies se encuentra asimismo la rica sillería del coro, de madera de nogal muy bellamente tallada. Fue realizada en el siglo xvi.
Es muy interesante, también, el Cristo gótico (siglos xiv-xv) emparentado con los de la cercana Calcena y el de Ainzón. Mide 210x166 cm y conserva el madero horizontal de la cruz. Es una imagen muy realista que representa a Cristo ya muerto. También son muy interesantes la hermosa imagen románica de la Virgen del Real, colocada en el altar de San Bernardo y la talla de la Virgen Encinta, de la que solo hay dos representaciones en toda España.

### Fiestas
- Fiestas en honor a la Virgen de la Asunción y San Roque (15 y 16 de agosto).
- Romería el 8 de mayo en honor a San Cristóbal en la ermita —se suele celebrar el segundo sábado de mayo—, reconstruida el año 2008.
- Celebración de la devolución de la talla de la Virgen del Capítulo a Trasobares robada en los años 70 del siglo xx.(celebrada sobre el 20 de septiembre).
- 2008 es el Año Jubilar concedido a la parroquia de Trasobares por mandato del Papa Benedicto XVI.

### Deporte
Actualmente Trasobares cuenta con un equipo de fútbol sala llamado "La Ponderosa Trasobares". Este club representa a Trasobares en la 3ª División de la Liga Delicias (Zaragoza). Su presidenta es Conchi Ferrando. El club fue fundado a principios del siglo XX. 
Logros:
- En la temporada 2019/2020 el equipo conseguiría el ascenso de 3ªB a 3ª Delicias.
- En la temporada 2018/2019 el equipo llegaría a las semifinales de la Copa Delicias, perdiendo en los penaltis contra un equipo de 1ª Delicias.
- En la temporada 2021/2022 el jugador Tofer Marco conseguiría el premio a mejor gol de la categoría 3ª Delicias.

Uniforme:
Estadio
- Estadio Municipal Trasobares